# Alesga
Alesga (en asturiano y oficialmente San Salvador d'Alesga) es un lugar y una parroquia del concejo asturiano de Teverga, situado a 5,8 kilómetros de la capital del concejo, en dirección al Puerto Ventana. Está situado dentro del valle de Valdesampedro, uno de los tres que, junto con el de Valdesantibáñez y Valdecarzana, forman el concejo de Teverga.
Cuenta con una población de 97 habitantes en sus 5,08 kilómetros cuadrados. Aquí se encuentra el Parque de la prehistoria de Teverga, donde se presentan réplicas de las pinturas rupestres más relevantes del Paleolítico, centrado en las cuevas del arco atlántico.
En esta localidad se encuentra el Castillo de Alesga del que solo se conservan algunas ruinas, además de la Cueva Huerta.
San Salvador de Alesga es atravesado por la AS-228, que une Asturias y León a través del Puerto Ventana. En San Salvador sale una desviación de esta carretera hacia las parroquias de Barrio y Torce.
La población de San Salvador también está atravesada por la Senda del Oso en el tramo final de Entrago a Cueva Huerta.

## Entidades de población
- Fresnedo (Fresnéu)
- San Salvador